# Teorema de Pascal
El teorema de Pascal (també anomenat Hexagrammum Mysticum Theorema) és un fonamental teorema de la geometria projectiva en què s'estableix que si un hexàgon arbitrari es troba inscrit en alguna secció cònica, i s'estenen els parells oposats de costats fins que es creuen, els tres punts en els quals s'intersecten es trobaran ubicats sobre una línia recta, anomenada la línia de Pascal d'aquesta configuració.

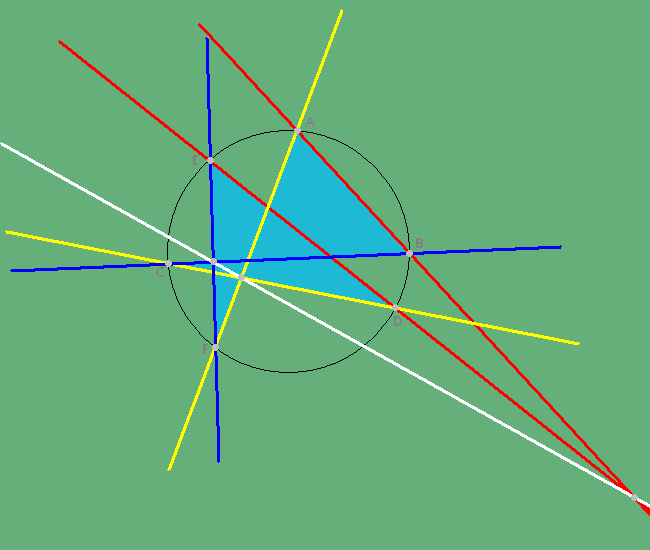
Figura 1. L'hexàgon irregular ABCDEF es troba inscrit en un cercle. Els seus costats s'estenen de forma tal que els parells de costats oposats s'intersecten en la línia de Pascal. Cada parell de costats oposats té un color propi: vermell, groc i blau. La línia de Pascal es troba indicada amb el color blanc.

El teorema de Pascal és una generalització del teorema de l'hexàgon de Pappus, i del dual projectiu del teorema de Brianchon. També és el teorema invers del teorema de Braikenridge-Maclaurin. Va ser descobert per Blaise Pascal el 1639 quan tenia 16 anys.
El teorema de Pascal va ser generalitzat per Möbius el 1847.